# Sandefjord Fotball
Sandefjord Fotball, bildad 10 september 1998, är en fotbollsklubb från Sandefjord i Norge.
Klubben är en sammanslagning mellan Sandefjord Ballklubb och IL Runar. Lagets bästa placering är en åttonde plats i Tippeligaen (nuvarande Eliteserien)2009. 2006 samma år gick man till final i norska mästerskapen. Laget åkte ur Tippeligaen 2007 och spelade 2008 i Adeccoligan, men lyckades ta sig tillbaka till spel i Tippeligaen 2009.
Ärkerivaler är FK Tønsberg, FK Ørn-Horten samt Odds BK. Supporterklubben heter Blåhvalane.

## Spelare

### Spelartruppen
| Nr | Land             | Pos | Namn                           |
| -- | ---------------- | --- | ------------------------------ |
| 1  | Finland          | MV  | Hugo Keto                      |
| 2  | Norge            | F   | Fredrik Pålerud                |
| 3  | Norge            | MF  | Vetle Walle Egeli              |
| 4  | Nederländerna    | F   | Ian Smeulers                   |
| 5  | Ekvatorialguinea | MF  | Federico Bikoro                |
| 6  | Norge            | MF  | Sander Risan Mørk              |
| 7  | Ghana            | A   | Gilbert Koomson                |
| 8  | Sverige          | MF  | Aleksander Damnjanovic Nilsson |
| 9  | Norge            | A   | Alexander Ruud Tveter          |
| 11 | Norge            | A   | Youssef Chaib                  |
| 12 | Norge            | MV  | Mats Viken                     |
| 13 | Norge            | F   | Lars Markmanrud                |
| 14 | Sverige          | MF  | Danilo Al-Saed                 |

| Nr | Land      | Pos | Namn                   |
| -- | --------- | --- | ---------------------- |
| 15 | Norge     | F   | Jesper Taaje           |
| 16 | Norge     | A   | Wally Njie             |
| 17 | Norge     | F   | Sander Moen Foss       |
| 18 | Sverige   | MF  | Filip Ottosson         |
| 19 | Norge     | F   | Fredrik Tobias Berglie |
| 20 | Norge     | A   | Franklin Nyenetue      |
| 21 | Syrien    | MF  | Simon Amin             |
| 23 | Sydafrika | MF  | Keanin Ayer            |
| 26 | Norge     | MF  | Filip Loftesnes-Bjune  |
| 27 | Norge     | A   | Jakob Dunsby           |
| 30 | Norge     | MV  | Alf Lukas Grønneberg   |
| 54 | Norge     | MV  | Andreas Albertsen      |

### Utlånade spelare
| Nr | Land  | Pos | Namn                                                    |
| -- | ----- | --- | ------------------------------------------------------- |
| 29 | Norge | F   | Jørgen Kili Fjeldskår (i Fram Larvik till 31 juli 2023) |

## Tränare
| Namn                                | Land            | Från | Till |
| ----------------------------------- | --------------- | ---- | ---- |
| Trond Skrede                        | Norge           | 1999 | 2001 |
| Tom Nordlie                         | Norge           | 2002 | 2003 |
| Arne Dokken                         | Norge           | 2004 | 2004 |
| Tor Thodesen                        | Norge           | 2005 | 2008 |
| Patrick Walker                      | Irland          | 2008 | 2011 |
| Arne Sandstø                        | Norge           | 2011 | 2013 |
| Lars Bohinen                        | Norge           | 2014 | 2017 |
| Magnus Powell                       | Sverige         | 2018 | 2018 |
| Martí Cifuentes                     | Spanien         | 2018 | 2020 |
| Hans Erik Ødegaard Andreas Tegström | Norge · Sverige | 2021 |      |